# Пасічник Михайло Францович
Миха́йло Фра́нцович Па́січник (нар. 1 січня 1963, м. Новоград-Волинський, Житомирська область) — український фармацевт.
Генеральний директор ПАТ НВЦ «Борщагівський хіміко-фармацевтичний завод».
У минулому - заступник Державного секретаря Міністерства охорони здоров’я України; перший заступник Державного секретаря Міністерства охорони здоров’я України - голова Державної служби лікарських засобів і виробів медичного призначення;  заступник Міністра - голова Державної служби лікарських засобів і виробів медичного призначення, Головний державний інспектор України з контролю якості лікарських засобів (2002 – 2005 роки); Голова Державної служби України з лікарських засобів (2014 – 2015 роки).
Кандидат фармацевтичних наук. 
Державний службовець ІІ рангу.

## Біографія

### Освіта
Вищу освіту здобув у Київському політехнічному інституті (зараз — Національний технічний університет України «Київський політехнічний інститут імені Ігоря Сікорського») за спеціальністю «Технологія машинобудування» та в Українській фармацевтичній академії (зараз —Національний фармацевтичний університет), м. Харків, за спеціальністю «Фармація».

### Робота та наукові здобутки
Трудову діяльність розпочав у 1986 році на Київському заводі ім. Лепсе, де обіймав посади інженера-технолога, інженера-конструктора, начальника відділу зовнішньоекономічних зв’язків.
У 1993 - 1994 роках був директором ТОВ «Гедеон Ріхтер-Укрфарм».  
У періоди з 1994 по 2002, у 2005, з 2006 по 2014 та з 2015 по 2017 роки очолював Фармацевтичну компанію «Фалбі», обіймаючи посаду президента. 
Входив до Наглядової ради Національного фонду соціального захисту матерів і дітей «Україна — дітям», Національної ради з питань охорони здоров'я населення.
При цьому Михайло Пасічник брав активну участь у формуванні професійного громадського середовища - він ініціював створення та очолював громадські професійні організації: Асоціацію фармацевтичних дистриб'юторів «ФАРМУКРАЇНА», Асоціацію фармацевтичних виробників України (зараз — Асоціація «Виробників ліків України») та Всеукраїнське громадське об'єднання «Аптечна професійна асоціація України».
У 2002 – 2005 роках перебував на державній службі. Обіймав посади заступника Державного секретаря Міністерства охорони здоров’я України; першого заступника Державного секретаря Міністерства охорони здоров’я України - голови Державної служби лікарських засобів і виробів медичного призначення;  заступника Міністра - голови Державної служби лікарських засобів і виробів медичного призначення, Головного державного інспектора України з контролю якості лікарських засобів. 
Михайло Пасічник сприяв розробці та реалізації національної політики лікарських засобів та виробів медичного призначення, створенню нормативно-правової бази фармації, брав безпосередню участь у розробці законопроєктів і численних проєктів підзаконних актів, що стосуються діяльності фармацевтичного сектора галузі охорони здоров'я та регулюють його найрізноманітніші питання.
За ініціативи Михайла Пасічника була утворена Державна служба лікарських засобів і виробів медичного призначення, функції якої відповідали вимогам ВООЗ та ЄС, був вперше започаткований її офіційний сайт та створена Громадська рада, розпочато видання часопису «Фармацевтична Україна» та ін.
Під час керівництва Михайла Пасічника Державною службою лікарських засобів і виробів медичного призначення Україна першою з країн СНД подала заявку на вступ до Системи співробітництва фармацевтичних інспекцій (PIC/S). За цей час були удосконалені та гармонізовані з міжнародними вимогами Ліцензійні умови провадження господарської діяльності з виробництва лікарських засобів, оптової, роздрібної торгівлі лікарськими засобами. Також розроблено та впроваджено порядок реєстрації виробів медичного призначення і медичної техніки; встановлені правила виготовлення лікарських засобів в умовах аптеки; створено порядок ведення Державного реєстру лікарських засобів; започатковано впровадження доказової системи забезпечення якості, формулярної системи застосування ЛЗ; здійснено розроблення і впровадження ДФУ тощо.
Був ініціатором та брав особисту участь у розробленні і впровадженні перших в Україні стандартів якості — настанов з Належної виробничої, дистриб'юторської, клінічної та лабораторної практик, розроблених з урахуванням положень ВООЗ та ЄС.
У 2014 – 2015 роках вдруге був Головою Державної служби України з лікарських засобів.
Михайло Пасічник ініціював та брав активну участь у роботі над системними закопроєктами галузі:  «Про лікарські засоби» та «Про наркотичні засоби, психотропні речовини і прекурсори». За його безпосередньої участі було підготовлено низку проєктів рішень Уряду України, в тому числі державних програм, спрямованих на врегулювання актуальних проблем розвитку фармації, поліпшення забезпечення населення безпечними, якісними та ефективними лікарськими засобами  і виробами медичного призначення, розширення та оптимізацію роботи аптечної мережі.
У лютому 2021 року Михайло Пасічник був обраний Генеральним директором ПАТ НВЦ «Борщагівський хіміко-фармацевтичний завод».

## Політична діяльність
Входив до складу політичної партії «Жінки за майбутнє», за списками якої балотувався у народні депутати України на виборах 2002 року.

## Нагороди
Орден «За заслуги» ІІ ступеня, орден «За заслуги» ІІІ ступеня, Почесна грамота Кабінету Міністрів України.
Має другий ранг державного службовця.

## Наукові здобутки
Автор 2 монографій, 6 авторських свідоцтв.
- Основи гомеопатичної фармації. Підручник. — Х., 2002 (співавт.); Статистичні методи в фармакології і маркетингу фармацевтичного ринку. — К., 1999 (співавт.).